# Ancora una domanda, Oscar Wilde!
Ancora una domanda, Oscar Wilde! (Oscar Wilde) è un film drammatico del 1960 diretto da Gregory Ratoff basato sull'opera di Frank Harris e sul testo teatrale di Leslie Stokes e Sewell Stokes.

## Trama
Benché sposato con Constance, Oscar Wilde intreccia una relazione con Alfred Douglas e denuncia il padre di lui per calunnia. Durante il processo Wilde è però costretto ad ammettere la sua omosessualità.